# Bățălar
Bățălar – wieś w Rumunii, w okręgu Hunedoara, w gminie Bretea Română. W 2011 roku liczyła 246 mieszkańców.